# Muhajirin (Jambi Luar Kota)
Muhajirin is een bestuurslaag in het regentschap Muaro Jambi van de provincie Jambi, Indonesië. Muhajirin telt 3368 inwoners (volkstelling 2010).